# 제에브 자보틴스키

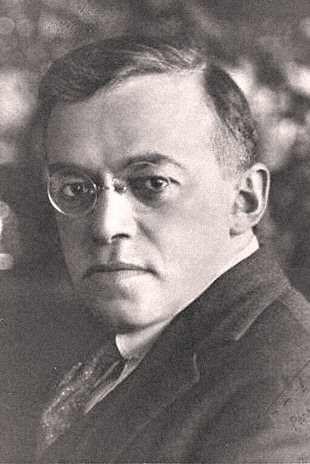
제에브 자보틴스키

제에브 블라디미르 자보틴스키(히브리어: זאב ולדימיר ז'בוטינסקי, 러시아어: Влади́мир Евге́ньевич Жаботи́нски 블라디미르 예브게니예비치 자보틴스키[*], 1880년 10월 17일~1940년 8월 4일)는 러시아계 유대인 시온주의 지도자, 작가, 군인이다. 1903년에 요세프 트룸펠도르와 함께 오데사에 유대인 자치 방위 조직인 유대인 군단을 설치하여 시온주의 활동을 시작했고, 영국군으로 제1차 세계 대전에 참전했다. 이후 베이타르, 이르군, 레히 등의 유대인 군사조직을 창설하거나 지도자로 활약했다.

## 같이 보기
- 이타마르 벤 아비